# 沃尔沙伊姆
沃尔沙伊姆（法語：Wolschheim，法語發音：[vɔlʃaim] ⓘ）是法国下莱茵省的一个市镇，位于该省西部，属于萨韦尔讷区。

## 地理
沃尔沙伊姆（48°42'12"N, 7°27'1"E）面积3.65 平方千米，位于法国大東部大區下莱茵省，该省份为法国大陆部分最东部的省份，是阿尔萨斯的一部分，今与上莱茵省组成了阿尔萨斯欧洲集体，其南至上莱茵省，西南接孚日省和默尔特-摩泽尔省，西接摩泽尔省，北与德国接壤。
与沃尔沙伊姆接壤的市镇（或旧市镇、城区）包括：阿尔特奈姆、弗里多尔赛姆、菲尔绍森、克兰戈埃夫、洛克维莱、梅诺尔赛姆、什韦奈姆。
沃尔沙伊姆的时区为UTC+01:00、UTC+02:00（夏令时）。

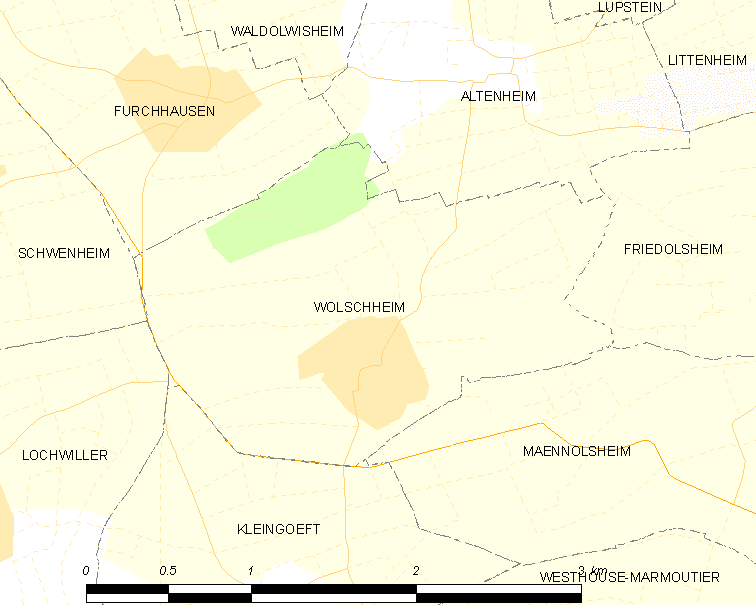
沃尔沙伊姆的OSM定位图

## 行政
沃尔沙伊姆的邮政编码为67700，INSEE市镇编码为67553。

## 政治
沃尔沙伊姆所属的省级选区为萨韦尔讷县。

## 人口

1962-2008年间沃尔沙伊姆人口变化图示

沃尔沙伊姆于2022年1月1日时的人口数量为312人。